# Havetoftløjt
Havetoftløjt (dansk) eller Havetoftloit (tysk) er en landsby i det nordlige Tyskland beliggende i det vestlige Angel i Sydslesvig få kilometer syd for Flensborg. Landsbyen hører under Midtangel kommune i Slesvig-Flensborg kreds i delstaten Slesvig-Holsten. I kirkelig henseende tilhørte landsbyen (sammen med Havetoft og Klapholt) Havetoft Sogn, da området lå i Danmark. Havetoftløjt var en selvstændig kommune indtil marts 2013, hvor den blev sammenlagt med Ryde og Satrup.
Havetoftløjt blev første gang nævnt i 1407 som Loyth eller Lüche. I byen Havetoftløjt befinder sig det kendte moseområde Hegemose (Hechtmoor). Bydelen Torsballe blev første gang nævnt i 1467 som Torslaff. I Torsballe findes flere gravhøje. Ifølge sagnet skal kong Frode været begravet i den såkaldte Herremandshøj el. Hærmænds Hoved. 
Landsbyen er landbrugspræget, og der ligger flere landbrugsbedrifter i nærområdet.